# 다비트 라움
다비트 라움(독일어: David Raum, 1998년 4월 22일~)은 독일의 남자 축구 선수로 포지션은 왼쪽 미드필더, 왼쪽 풀백이다. 현재 분데스리가의 RB 라이프치히와 독일 축구 국가대표팀에서 활동하고 있다.

## 구단 경력

### 그로이터 퓌르트
라움은 뉘른베르크에서 태어났으며, 4살 때 지역 클럽 투스포 뉘른베르크에서 축구를 시작하였다. 8살 때, 그는 이웃 마을에 있는 SpVgg 그로이터 퓌르트의 유소년 아카데미에 스카우트되었고, 그들의 유소년 팀을 거쳤다.
19세 이하 선수로서, 라움은 성인 팀에서 첫 경험을 쌓았고, 2. 분데스리가 2017-18 시즌부터 1군에 합류했다. DFB-포칼 2017-18의 첫 두 라운드에서 그는 두 경기 모두 득점했지만, FC 잉골슈타트와의 경기에서 패배한 후 팀과 함께 최종 라운드에 진출하지 못했다. 또한, 라움은 독일 2부 리그에서 20경기에 출전하였고, 다음 시즌에는 주로 교체 선수로 뛰었다. 그의 계약은 2020년 6월에 만료될 예정이었지만 2020년 5월에 추가 1년 옵션과 함께 연장되었다.

### 1899 호펜하임
2020-21 시즌 후, 그로이터 퓌르트가 분데스리가로 승격하였지만, 라움은 2021년 1월에 1899 호펜하임과 사전 계약을 체결한 후 7월에 자유 계약 선수로 이적했다. 그는 4년 계약을 맺었다.

### RB 라이프치히
2022년 7월 31일, 그는 분데스리가 클럽 RB 라이프치히와 2027년까지 5년 계약을 체결하며 합류했다. 2023년 9월 16일, 그는 아우크스부르크를 상대로 한 3-0 승리 경기에서 데뷔 골을 기록했다. 한 달 뒤인 10월 25일, 그는 레드 스타 베오그라드를 상대로 한 3-1 승리 경기에서 자신의 첫 챔피언스리그 골을 터뜨렸다.

## 국가대표팀 경력
라움은 U-19와 U-20 레벨에서 총 11번의 국제 경기에 출전했다. 2020년 11월 17일, 2-1로 이긴 웨일스 U-21 국가대표팀과의 경기에서 데뷔전을 치른 후, 슈테판 쿤츠 U-21 국가대표팀 감독은 라움을 2021년 UEFA U-21 축구 선수권 대회에 소집했다. 그는 모든 경기에 출전했는데, 독일은 포르투갈과의 결승전에서 1-0으로 이기고 우승을 차지했다.
그는 2021년 9월 5일 6-0으로 승리한 아르메니아 축구 국가대표팀과의 2022년 FIFA 월드컵 예선에서 독일 성인 국가대표팀 데뷔전을 치렀다.

## 수상 내역
독일 U-21
- UEFA U-21 축구 선수권 대회: 2021[12]

개인
- 분데스리가 올해의 팀: 2021–22[13]
- UEFA U-21 축구 선수권 대회 대회의 팀: 2021[14]